# Blancoa guacharo
Espèce
Blancoa guacharo est une espèce d'araignées aranéomorphes de la famille des Pholcidae.

## Distribution
Cette espèce est endémique de l'État de Monagas au Venezuela. Elle se rencontre dans la grotte Cueva Guacharo à Caripe.

## Étymologie
Son nom d'espèce lui a été donné en référence au lieu de sa découverte, la Cueva Guacharo.

## Publication originale
- Huber, 2000 : New World pholcid spiders (Araneae: Pholcidae): A revision at generic level.Bulletin of the American Museum of Natural History, no 254, p. 1-348 (texte intégral).